# Historia związków zawodowych w Polsce

## Początki

### Cesarstwo Niemieckie
Pierwsze związki zawodowe zaczęły powstawać na ziemiach należących obecnie do Polski pod koniec XIX wieku. Proces ten rozpoczął się na Górnym Śląsku, przede wszystkim w Gliwicach, Bytomiu, Katowicach i Tarnowskich Górach (w Królestwie Prus). Na tym właśnie terenie w 1889 powstał Związek Wzajemnej Pomocy – pierwsza masowa organizacja o charakterze związku zawodowego na terenie dzisiejszej Polski. 3 lata później, w 1902 roku powstaje Zjednoczenie Zawodowe Polskie, które skupiało robotników polskich z Nadrenii i Westfalii. W czasach zaborów powstaje też Centralny Związek Zawodowy Polski (1913) o charakterze socjalistycznym.

### Zabór austriacki
Wśród pierwszych organizacji związkowych w Galicji powstają także związki o charakterze chrześcijańsko-społecznym (na fali encykliki Rerum novarum i katolickiej nauki społecznej). Wśród nich jest m.in. powstałe w 1906 Polskie Zjednoczenie Zawodowe Robotników Chrześcijańskich. Na ziemiach austriackich powstaje w 1916 roku w Krakowie Krajowa Komisja Związków Zawodowych, podległa swojej centrali w Wiedniu. Trzecim nurtem, obok socjalizmu i katolickiej nauki społecznej, dominującym w polskich związkach zawodowych był nacjonalizm. Właśnie w tym nurcie w 1906 powstaje Narodowy Związek Robotniczy, zależny od Narodowej Demokracji.

### Zabór rosyjski
W byłej Kongresówce pierwsze organizacje zawodowe powstały jako „Kasy Oporu”, tworzone przez Ludwika Waryńskiego W czerwcu 1878 liczyły blisko 300 członków. Pierwsza nieudana próba powołania związku nastąpiła w 1892 poprzez przekształcenie cechu piwowarskiego. Pierwszy związek zawodowy metalowców „Siła” powstał w 1894 z inicjatywy SDKPiL. Został on jednak rozbity po aresztowaniach w 1895.
Ruch związkowy na szerszą skalę pojawił się w 1905. W sierpniu 1905 powstał związek zawodowy garbarzy.
Organizacje o charakterze socjalistycznym w dużej mierze współpracowały z Socjaldemokracją Królestwa Polskiego i Litwy oraz PPS, a od 1907 z PPS-Lewicą. Liberalizacja w Królestwie Polskim spowodowało także, że w 1906 powstało tu Stowarzyszenie Robotników Chrześcijańskich.

## II Rzeczpospolita
Działalność związkowa w odrodzonej Polsce została zalegalizowana dekretem Naczelnika Państwa z 8 lutego 1919 „w przedmiocie tymczasowych przepisów o pracowniczych związkach zawodowych”. Zgodnie z dekretem do rejestracji lokalnego związku niezbędne był podanie wraz ze statutem do Inspektora Pracy podpisane przez trzy osoby. Związki mające zamiar działać na terenie całego kraju składano do Głównego Inspektora Pracy. Związki miało prawo tworzyć zrzeszenia w jednej gałęzi działania lub gałęziach pokrewnych.
Przeprowadzone na początku lat 20. XX wieku badania wykazały, że w Polsce istniało ok. 2 tysięcy odrębnych organizacji związkowych zrzeszonych w 30 centralach. Organizowały one masowe protesty robotnicze, m.in. tzw. Powstanie krakowskie 1923. II wojna światowa przerwała dynamiczny rozwój ruchu związkowego w Polsce.
W 1935 w Polsce do związków zawodowych należało 941 tysięcy członków, najsilniejsze ówczesne związki to Związek Stowarzyszeń Zawodowych, Zjednoczenie Zawodowe Polskie, Związek Związków Zawodowych, Chrześcijańskie Zjednoczenie Zawodowe Rzeczypospolitej Polskiej, Lewica Związkowa, Unia Związków Zawodowych Pracowników Umysłowych, Centrala Zjednoczonych Klasowych Związków Zawodowych, Zjednoczenie Zawodowe "Praca", Zjednoczenie Zawodowe „Praca Polska” oraz związki zawodowe robotników niemieckich w Polsce. Działały również Narodowa Organizacja Pracy oraz pomniejsze Centralny Związek Zawodowy Polski i Konfederacja Samopomocy Robotniczej i Zawodowej.

## PRL 1944–1989
Treść tego artykułu może nie być zgodna z zasadami neutralnego punktu widzenia.
Dokładniejsze informacje o tym, co należy poprawić, być może znajdują się w dyskusji tego artykułu.
 Po wyeliminowaniu niedoskonałości należy usunąć szablon [[Szablon:Dopracować|]] z tego artykułu.
Po wyzwoleniu, na terenie Polski Lubelskiej, w listopadzie 1944 roku władze komunistyczne powołały w Lublinie prorządową Tymczasową Komisję Centralną Związków Zawodowych. Socjaliści i koła chrześcijańskie dążą po wojnie do odbudowania swoich central związkowych. Jednak Polska Partia Robotnicza i koncesjonowana Polska Partia Socjalistyczna definitywnie sprzeciwiają się ich reaktywacji na odbywającym się w listopadzie 1945 roku Kongresie Związków Zawodowych. Na tym samym zjeździe PPR i PPS doprowadziły do powstania koncesjonowanego i scentralizowanego Zrzeszenia Pracowniczych Związków Zawodowych (od 1949 roku pod nazwą Zrzeszenie Związków Zawodowych). Jego pracą kierowała jedyna koncesjonowana centrala związkowa – Centralna Rada Związków Zawodowych. Według badań przeprowadzonych pod koniec lat 40. XX wieku 90% polskich robotników przynależało po wojnie do związku zawodowego.
W dobie PRL-u związki zawodowe odgrywały znaczącą rolę w życiu politycznym i społecznym. Mogły uczestniczyć w działaniach rad narodowych, rad zakładowych. Działały też wspólnie z Komisją Specjalną do Walki z Nadużyciami i Szkodnictwem Gospodarczym; zarządzały Funduszem Wczasów Pracowniczych. CRZZ miała też prawo inicjatywy ustawodawczej.
Wytyczne VII Zjazdu PZPR w dniach 8-12 grudnia 1975 r. w sprawie zadań związków zawodowych uwzględnione zostały w zmianach jakich dokonano w Konstytucji PRL w 1976 roku. Rolę i funkcję związków zawodowych podniesiono do roli prawa konstytucyjnego. Podkreślona została szczególna rola związków zawodowych w dziele budownictwa socjalistycznego. Partia zobowiązała się wspierać związki zawodowe jako współorganizatora wysiłku społecznego oraz obywatelskiej aktywności i zaangażowania.
W okresie PRL w systemie organizacji związkowych pojawił się wyłom w postaci Wolnych Związków Zawodowych, które zaczęły rozwijać się na Górnym Śląsku, Pomorzu Gdańskim, w Szczecinie i Łodzi. W 1980 po wielu strajkach robotniczych władze zgodziły się na legalizację Niezależnego Samorządnego Związku Zawodowego „Solidarność”. W krótkim czasie „Solidarność” stała się jedną z największych organizacji masowych, działających w PRL (liczyła ok. 10 milionów członków). W 1981 zaczęły powstawać siostrzane, w stosunku do „Solidarności”, związki zawodowe. Utworzono m.in. Niezależny Samorządny Związek Zawodowy Rolników Indywidualnych „Solidarność” i Niezależny Samorządny Związek Zawodowy Indywidualnego Rzemiosła Solidarność.

## Po 1980 roku
W dniu rozpoczęcia stanu wojennego (grudzień 1981) zawieszono działalność nie tylko „Solidarności”, ale także prorządowych związków zawodowych. W październiku 1982 oficjalnie rozwiązano „Solidarność”. W 1984 powstało Ogólnopolskie Porozumienie Związków Zawodowych. Do ponownej legalizacji opozycyjnego związku zawodowego doszło w wyniku porozumień zawartych przy Okrągłym stole w 1989. Po przemianach związek zawodowy „Solidarność” stał się jednocześnie największą siłą polityczną w Polsce. W 2002 powstała alternatywna do dwóch pozostałych centrala związkowa Forum Związków Zawodowych.
Według danych Krajowego Rejestru Sądowego na koniec 2006 r. zarejestrowano w Polsce 6058 związków zawodowych, zaś według rejestru REGON w tym samym okresie zarejestrowanych było 18 825 związków zawodowych. W 2008 r. według danych Krajowego Rejestru Sądowego na koniec 2006, zarejestrowano w Polsce 6155 związków zawodowych oraz 9 związków zawodowych rolników indywidualnych, zaś według rejestru REGON w tym samym okresie zarejestrowanych było 19064 związków zawodowych.
W latach 1991–2008 uzwiązkowienie – rozumiane jako odsetek pracowników należących do związków zawodowych – spadło z 28% do 16%. Tym samym w związkach zawodowych zrzeszonych jest ok. 2,4 mln pracowników w Polsce.
Według badań CBOS przynależność do NSZZ „Solidarność” deklaruje 5% badanych pracowników (ok. 760 tys. pracujących), do OPZZ – 4% badanych pracowników (ok. 600 tys. pracujących), do Forum Związków Zawodowych – 2% pracowników (304 tys. pracujących), zaś do innych związków 5% badanych pracowników (ok. 760 tys. pracujących). Według informacji Ministerstwa Pracy i Polityki Społecznej, NSZZ „Solidarność” szacuje liczbę swoich członków na 900 tys. osób zorganizowanych w blisko 12 tys. komisji zakładowych, zaś Forum Związków Zawodowych liczy ok. 400 tys. członków. Według MPiPS oprócz wymienionych central istnieją federacje (ok. 300), organizacje związkowe o zasięgu ogólnopolskim (273) oraz lokalne organizacje związkowe (ok. 24 tys.). Samodzielnie – bez powiązań z dużą organizacją związkową i wyłącznie na poziomie lokalnym – działa ok. 7 tys. organizacji związkowych o charakterze zakładowym.